# Ножницы (фильм)
«Ножницы» (англ. Scissors) — психологический триллер 1991 года.

## Сюжет
Молодая женщина Анджела Андерсон становится жертвой психопата, который нападает на неё в лифте. Энджи остаётся живой, но глубочайшая эмоциональная травма изменяет её отношение к миру и со временем не проходит, а трансформируется в паранойю. Её психоаналитик пытается помочь Энджи вернуться к нормальной жизни. Вскоре после нападения Энджи знакомится со своими соседями, братьями-близнецами Алексом и Коулом Морганами. Один из братьев хранит страшный секрет, а второй влюбляется в Энджи. Знакомство с братьями окажется для неё роковым. Она получает приглашение в таинственную квартиру. Когда она приходит в это место, то с ужасом обнаруживает, что оказалась запертой в дьявольской ловушке, заполненной всеми её подсознательными страхами. Ей кажется, что она сходит с ума. А может, кто-то ловко манипулирует ею, чтобы она помешалась?